# 埋葬 (绘画)
《埋葬》一般认为是意大利画家米开朗基罗的未完成的蛋彩画，显示耶稣受难后被运送到其坟墓。现藏于伦敦的英国国家美术馆。